# Provincia de Bouira
Bouira (en árabe: ولاية البويرة, en bereber: Tubiret) es un valiato de Argelia. Su capital es la ciudad homónima.

## Municipios con población de abril de 2008
- Aghbalou 19,517
- Ahl El Ksar 13,354
- Aïn Bessem 42,635
- Aïn El Hadjar 9,260
- Aïn El Turc 7,849
- Aïn Laloui 6,738
- Aït Laziz 14,430
- Aomar 20,532
- Ath Mansour 10,077
- Bechloul 11,775
- Bir Ghbalou 11,016
- Bordj Okhriss 10,467
- Bouderbala 17,589
- Bouira 88,801
- Boukram 5,647
- Chorfa 16,173
- Dechmia 7,504
- Dirrah 13,209
- Djebahia 15,592
- El Adjiba 12,486
- El Asnam 13,213
- El Hachimia 17,322
- El Hakimia 2,212
- El Khabouzia 6,132
- El Mokrani 3,961
- Guerrouma 14,570
- Hadjera Zerga 3,672
- Haizer 17,719
- Hanif 9,685
- Kadiria 22,327
- Lakhdaria 59,746
- Maala 5,296
- Maamora 3,652
- M'Chedallah 24,406
- Mezdour 11,047
- Oued El Berdi 10,767
- Ouled Rached 9,311
- Raouraoua 8,450
- Ridane 3,268
- Saharidj 8,522
- Souk El Khemis 8,003
- Sour El Ghozlane 50,120
- Taghzout 13,203
- Taguedit 10,562
- Zbarbar 3,768

## División administrativa
La provincia está dividida en 12 dairas (distritos), que a su vez se dividen en 45 comunas (ciudades).